# Renato Bartoletti
Renato Bartoletti (Firenze, 8 dicembre 1898 – ...) è stato un calciatore italiano, di ruolo terzino.

## Carriera
Sfiorò lo scudetto con il Pisa nella Prima Categoria 1920-1921 disputando 19 partite. Complessivamente nella sua carriera in nerazzurro disputò 58 incontri.